# Varrains
Varrains est une commune française située dans le département de Maine-et-Loire, en région Pays de la Loire.
Le centre-bourg historique est construit en « tuffeau » ou « pierre de Tuffe », dans le style classique de la région angevine.

## Géographie

### Localisation
Varrains est situé dans le Saumurois au sud-est de Saumur. La commune est traversée par la route départementale D 93. Cette route coupe la commune en deux parties : le centre-bourg à l'ouest et le quartier de la Grand'Rue à l'est. La place de l'Ormeau est le centre du village.
Communes limitrophes : Saumur, Chacé.
Varrains est desservi par la ligne 2 d'Agglobus de Saumur. On compte environ 10 allers/retours par jour en période normale. Il y a trois arrêts sur la commune : Varrains-Église, Varrains-Mairie et Varrains-Ormeau.

### Climat
Pour des articles plus généraux, voir Climat des Pays de la Loire et Climat de Maine-et-Loire.
En 2010, le climat de la commune est de type climat océanique altéré, selon une étude du CNRS s'appuyant sur une série de données couvrant la période 1971-2000. En 2020, Météo-France publie une typologie des climats de la France métropolitaine dans laquelle la commune est exposée à un climat océanique et est dans la région climatique Moyenne vallée de la Loire, caractérisée par une bonne insolation (1 850 h/an) et un été peu pluvieux.
Pour la période 1971-2000, la température annuelle moyenne est de 12,1 °C, avec une amplitude thermique annuelle de 14,7 °C. Le cumul annuel moyen de précipitations est de 663 mm, avec 11,1 jours de précipitations en janvier et 6,2 jours en juillet. Pour la période 1991-2020, la température moyenne annuelle observée sur la station météorologique de Météo-France la plus proche, « Mont-Bellay-Inra », sur la commune de Montreuil-Bellay à 12 km à vol d'oiseau, est de 12,8 °C et le cumul annuel moyen de précipitations est de 616,3 mm,. Pour l'avenir, les paramètres climatiques de la commune estimés pour 2050 selon différents scénarios d'émission de gaz à effet de serre sont consultables sur un site dédié publié par Météo-France en novembre 2022.

## Urbanisme

### Typologie
Au 1er janvier 2024, Varrains est catégorisée bourg rural, selon la nouvelle grille communale de densité à sept niveaux définie par l'Insee en 2022.
Elle est située hors unité urbaine. Par ailleurs la commune fait partie de l'aire d'attraction de Saumur, dont elle est une commune de la couronne,. Cette aire, qui regroupe 31 communes, est catégorisée dans les aires de 50 000 à moins de 200 000 habitants,.

### Occupation des sols
L'occupation des sols de la commune, telle qu'elle ressort de la base de données européenne d’occupation biophysique des sols Corine Land Cover (CLC), est marquée par l'importance des territoires agricoles (44,9 % en 2018), en diminution par rapport à 1990 (52,9 %). La répartition détaillée en 2018 est la suivante : 
cultures permanentes (44,8 %), zones urbanisées (35,2 %), forêts (14,8 %), milieux à végétation arbustive et/ou herbacée (4,7 %), zones industrielles ou commerciales et réseaux de communication (0,4 %), zones agricoles hétérogènes (0,1 %). L'évolution de l’occupation des sols de la commune et de ses infrastructures peut être observée sur les différentes représentations cartographiques du territoire : la carte de Cassini (XVIIIe siècle), la carte d'état-major (1820-1866) et les cartes ou photos aériennes de l'IGN pour la période actuelle (1950 à aujourd'hui).

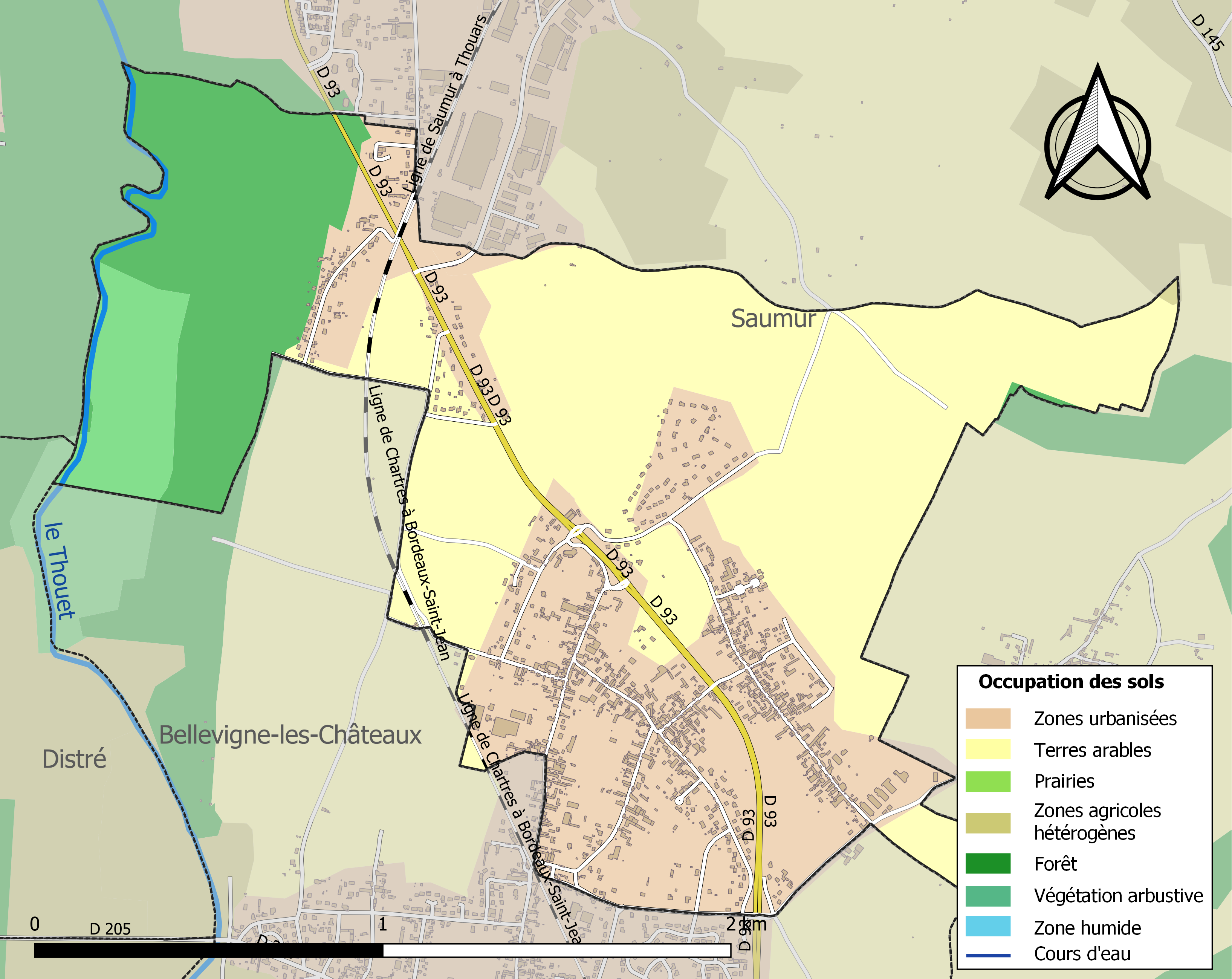
Carte des infrastructures et de l'occupation des sols de la commune en 2018 (CLC).

## Toponymie et héraldique

### Toponymie
Phil. de Varens en 1215-1220, Vallagium de Varains en 1383.
Ses habitants sont les Varrinois et les Varrinoises.

### Héraldique
| Blason de Varrains | Blason  | Écartelé: au 1er d'azur à trois fleurs de lis d'or, au 2e de gueules à la grappe de raisin feuillée d'or, au 3e de sable à l'entrée de cave d'or, maçonnée et ouverte du champ, l'ouverture chargée d'un tonneau d'argent sur son cul et surmonté d'un maillet d'or, au 4e d'argent à la rainette de sinople allumée d'or et de sable. |
| Blason de Varrains | Détails | Le statut officiel du blason reste à déterminer. |

## Politique et administration

### Administration municipale
| Période                                  | Période                   | Identité                                   | Étiquette | Qualité                   |
| ---------------------------------------- | ------------------------- | ------------------------------------------ | --------- | ------------------------- |
| 1788                                     |                           | Henry-Louis Chevalier                      |           | Syndic de la municipalité |
| 1791                                     |                           | Louis Dubois                               |           |                           |
| an IV                                    | an V                      | René Guibert                               |           |                           |
| 20 fructidor an X                        | 1808                      | Pierre-Henri-Joseph Saillant-Vachon        |           |                           |
| 29 octobre 1808                          |                           | Nicolas-Joseph Baudouin                    |           |                           |
| avril 1815                               |                           | Pierre Meunier                             |           |                           |
| 12 juillet 1815                          |                           | Nicolas-Joseph Baudouin                    |           |                           |
| 8 juin 1816                              |                           | Louis-Jean-Madeleine Pitatouin de La Coste |           |                           |
| 4 février 1826                           |                           | Julien Pasquier                            |           |                           |
| 27 août 1830                             |                           | François Cousineau-Huard                   |           |                           |
| 25 mai 1836                              |                           | René Girard                                |           |                           |
| 27 décembre 1837                         | 1846                      | Pierre Pasquier                            |           |                           |
| 1846                                     |                           | Florent Duveau                             |           |                           |
| 23 août 1848                             |                           | Édouard Cousineau                          |           |                           |
| 1861                                     | 1881                      | Jean Mollay                                |           |                           |
| 1881                                     |                           | Louis Gasnault                             |           |                           |
| 1884                                     |                           | Denis Mollay                               |           |                           |
| 1892                                     |                           | René Touché                                |           |                           |
| 1925                                     |                           | Armand Hullin                              |           |                           |
| 1945                                     |                           | Gabriel Dezé                               |           |                           |
| mars 1959                                |                           | Louis Gilbert                              |           |                           |
| mars 1965                                |                           | Denis Duveau                               |           |                           |
| mars 1977                                | mars 1983                 | Robert Clémot                              |           |                           |
| mars 1983                                | mars 1995                 | Armand Girard                              |           |                           |
| juin 1995                                | mars 2008                 | Roger Germain                              |           |                           |
| mars 2008                                | mars 2014                 | Nicole Fouquet                             |           |                           |
| mars 2014                                | mars 2018                 | Didier Legrand                             | DVD       |                           |
| mars 2018                                | En cours (au 27 mai 2020) | Pierre-Yves Delamare,                      |           |                           |
| Les données manquantes sont à compléter. |                           |                                            |           |                           |

### Intercommunalité
La commune est membre de la communauté d'agglomération Saumur Val de Loire. Elle était précédemment intégrée à la communauté d'agglomération de Saumur Loire Développement, elle-même membre du syndicat mixte Pays Saumurois.

## Population et société

### Évolution démographique
L'évolution du nombre d'habitants est connue à travers les recensements de la population effectués dans la commune depuis 1793. Pour les communes de moins de 10 000 habitants, une enquête de recensement portant sur toute la population est réalisée tous les cinq ans, les populations de référence des années intermédiaires étant quant à elles estimées par interpolation ou extrapolation. Pour la commune, le premier recensement exhaustif entrant dans le cadre du nouveau dispositif a été réalisé en 2006.

En 2022, la commune comptait 1 282 habitants, en évolution de +4,74 % par rapport à 2016 (Maine-et-Loire : +2,12 %, France hors Mayotte : +2,11 %).
| 1793 | 1800 | 1806 | 1821 | 1831 | 1836 | 1841 | 1846 | 1851 |
| ---- | ---- | ---- | ---- | ---- | ---- | ---- | ---- | ---- |
| 660  | 678  | 874  | 915  | 972  | 943  | 926  | 945  | 977  |

| 1856 | 1861 | 1866 | 1872 | 1876 | 1881 | 1886 | 1891 | 1896 |
| ---- | ---- | ---- | ---- | ---- | ---- | ---- | ---- | ---- |
| 931  | 920  | 892  | 900  | 908  | 868  | 905  | 888  | 851  |

| 1901 | 1906 | 1911 | 1921 | 1926 | 1931 | 1936 | 1946 | 1954 |
| ---- | ---- | ---- | ---- | ---- | ---- | ---- | ---- | ---- |
| 905  | 940  | 908  | 867  | 891  | 916  | 882  | 918  | 993  |

| 1962  | 1968  | 1975  | 1982  | 1990  | 1999  | 2006  | 2011  | 2016  |
| ----- | ----- | ----- | ----- | ----- | ----- | ----- | ----- | ----- |
| 1 012 | 1 106 | 1 228 | 1 203 | 1 179 | 1 146 | 1 188 | 1 213 | 1 224 |

| 2021  | 2022  | - | - | - | - | - | - | - |
| ----- | ----- | - | - | - | - | - | - | - |
| 1 261 | 1 282 | - | - | - | - | - | - | - |

#### Pyramide des âges
La population de la commune est relativement âgée.
En 2018, le taux de personnes d'un âge inférieur à 30 ans s'élève à 29,6 %, soit en dessous de la moyenne départementale (37,2 %). À l'inverse, le taux de personnes d'âge supérieur à 60 ans est de 32,8 % la même année, alors qu'il est de 25,6 % au niveau départemental.
En 2018, la commune compte 589 hommes pour 634 femmes, soit un taux de 51,84 % de femmes, légèrement supérieur au taux départemental (51,37 %).
Les pyramides des âges de la commune et du département s'établissent comme suit.
| Hommes | Classe d’âge | Femmes |
| ------ | ------------ | ------ |
| 1,2    | 90 ou +      | 1,1    |
| 9,8    | 75-89 ans    | 11,7   |
| 22,2   | 60-74 ans    | 19,5   |
| 22,8   | 45-59 ans    | 22,2   |
| 14,8   | 30-44 ans    | 15,4   |
| 10,5   | 15-29 ans    | 12,2   |
| 18,6   | 0-14 ans     | 17,9   |

| Hommes | Classe d’âge | Femmes |
| ------ | ------------ | ------ |
| 0,9    | 90 ou +      | 2,1    |
| 7      | 75-89 ans    | 9,5    |
| 16,2   | 60-74 ans    | 16,9   |
| 19,4   | 45-59 ans    | 18,7   |
| 18,2   | 30-44 ans    | 17,5   |
| 18,8   | 15-29 ans    | 17,6   |
| 19,5   | 0-14 ans     | 17,6   |

### Structures locales
La commune dispose de :
- une école de musique, L'harmonie de Varrains-Chacé ;
- un comité des fêtes ;
- le tennis-club de Chacé-Varrains TCV ;
- un gymnase ;
- une bibliothèque ;
- deux salles des fêtes.

### Enseignement
Groupe scolaire public Les Rogelins (maternelle et primaire) et une école privée Saint-Florent (maternelle et primaire).

### Manifestations culturelles et festivités
- Feu d'artifice à Chacé ou Varrains (1 année sur 2) avec retraite aux flambeaux (13 juillet) ;
- Les Foulées du Saumur-Champigny (début septembre) ;
- Fête des Ifs (début septembre) ;
- Tuning (octobre-novembre) ;
- La fête de la rue de la Poterne qui réunit les habitants de la rue de la Poterne (fin des vacances d'été).

## Économie

### Tissu économique
Sur 78 établissements présents sur la commune à fin 2010, 45 % relèvent du secteur de l'agriculture (pour une moyenne de 17 % sur le département), 4 % du secteur de l'industrie, 4 % du secteur de la construction, 37 % de celui du commerce et des services et 10 % du secteur de l'administration et de la santé. Cinq ans plus tard, en 2015, sur les 88 établissements actifs, 32 % relèvent du secteur de l'agriculture (pour 11 % sur le département), 2 % du secteur de l'industrie, 5 % du secteur de la construction, 53 % de celui du commerce et des services et 8 % du secteur de l'administration et de la santé.

### Entreprises et commerces
L'activité dominante sur la commune de Varrains est la production du Saumur-Champigny. Varrains, avec une situation au cœur de l'aire d'appellation du Saumur-Champigny, compte une trentaine de viticulteurs.
Commerçants, artisans et entreprises :
- CIMAC : Pôle formation, pôle médiation, pôle conseil spécifique au TPE, artisans, commerçants, dirigeants, professions libérales ;
- Boulangerie-pâtisserie, café-tabac, pharmacie, médecin généraliste, salon de coiffure ;
- Ébéniste, plombier-électricien, plâtrier, garage automobiles, entreprise de menuiserie.

## Culture locale et patrimoine

### Lieux et monuments
- Château des Ifs ;
- Église Saint-Florent ;

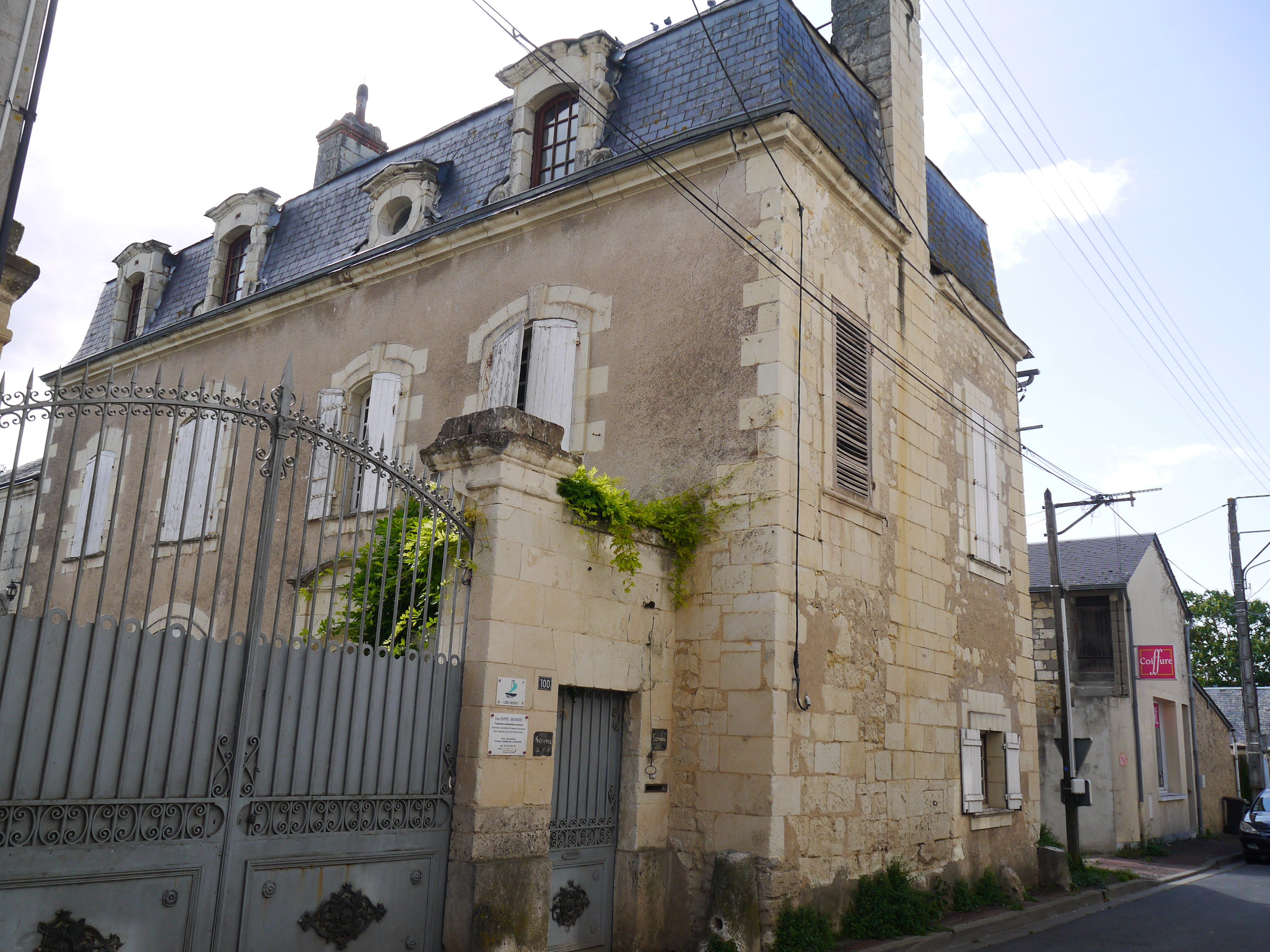
Le logis.

- Logis des XVIIe et XVIIIe siècles inscrit aux Monuments historiques[26].

### Personnalités liées à la commune
- Auguste Bérard (1802-1846), chirurgien et auteur de plusieurs ouvrages, né sur la commune.